# Johnnie Parsons
John Woodrow Parsons Sr, detto Johnnie (Los Angeles, 4 luglio 1918 – Van Nuys, 8 settembre 1984), è stato un pilota automobilistico statunitense.
Partecipò a dieci edizioni della 500 Miglia tra il 1949 e il 1958, vincendo quella del 1950 su una vettura Kurtis Kraft motorizzata Offenhauser. Poiché tra il 1950 e il 1960 essa faceva parte del Campionato mondiale di Formula 1, Parsons ha anche ufficialmente preso parte a 9 Gran Premi e conquistato una vittoria in F1. Essendo tale vittoria avvenuta nell'edizione che, di fatto, fu il suo primo Gran Premio in Formula 1, Parsons è anche l'unico pilota nella storia ad aver conquistato il primo posto nella gara d'esordio, insieme a Giancarlo Baghetti e a Nino Farina (che però vinse il primo Gran Premio di F1 della storia). 
Parsons si spense nel 1984 e riposa nel cimitero di Inglewood, California.

## Risultati in Formula 1
| 1950 | Scuderia                       | Vettura           |  |  |   |  |  |  |  |  |  |  |  | Punti | Pos. |
| ---- | ------------------------------ | ----------------- |  |  | - |  |  |  |  |  |  |  |  | ----- | ---- |
| 1950 | Wynn's Friction / Kurtis-Kraft | Kurtis Kraft 1000 |  |  | 1 |  |  |  |  |  |  |  |  | 9     | 6º   |

| 1951 | Scuderia                         | Vettura           |  |     |  |  |  |  |  |  |  |  |  | Punti | Pos. |
| ---- | -------------------------------- | ----------------- |  | --- |  |  |  |  |  |  |  |  |  | ----- | ---- |
| 1951 | Wynn's Friction Proofing / Walsh | Kurtis Kraft 3000 |  | Rit |  |  |  |  |  |  |  |  |  | 0     |      |

| 1952 | Scuderia    | Vettura           |  |    |  |  |  |  |  |  |  |  |  | Punti | Pos. |
| ---- | ----------- | ----------------- |  | -- |  |  |  |  |  |  |  |  |  | ----- | ---- |
| 1952 | Jim Robbins | Kurtis Kraft 1000 |  | 10 |  |  |  |  |  |  |  |  |  | 0     |      |

| 1953 | Scuderia         | Vettura           |  |     |  |  |  |  |  |  |  |  |  | Punti | Pos. |
| ---- | ---------------- | ----------------- |  | --- |  |  |  |  |  |  |  |  |  | ----- | ---- |
| 1953 | Belond Equa-Flow | Kurtis Kraft 500B |  | Rit |  |  |  |  |  |  |  |  |  | 0     |      |

| 1954 | Scuderia                        | Vettura           |  |     |  |  |  |  |  |  |  |  |  | Punti | Pos. |
| ---- | ------------------------------- | ----------------- |  | --- |  |  |  |  |  |  |  |  |  | ----- | ---- |
| 1954 | Belond Equa-Flow/Calif. Muffler | Kurtis Kraft 4000 |  | Rit |  |  |  |  |  |  |  |  |  | 0     |      |

| 1955 | Scuderia                      | Vettura           |  |  |     |  |  |  |  |  |  |  |  | Punti | Pos. |
| ---- | ----------------------------- | ----------------- |  |  | --- |  |  |  |  |  |  |  |  | ----- | ---- |
| 1955 | Trio Brass Foundry / Anderson | Kurtis Kraft 500C |  |  | Rit |  |  |  |  |  |  |  |  | 0     |      |

| 1956 | Scuderia       | Vettura             |  |  |   |  |  |  |  |  |  |  |  | Punti | Pos. |
| ---- | -------------- | ------------------- |  |  | - |  |  |  |  |  |  |  |  | ----- | ---- |
| 1956 | J.C. Agajanian | Kuzma Indy Roadster |  |  | 4 |  |  |  |  |  |  |  |  | 3     | 18º  |

| 1957 | Scuderia           | Vettura           |  |  |    |  |  |  |  |  |  |  |  | Punti | Pos. |
| ---- | ------------------ | ----------------- |  |  | -- |  |  |  |  |  |  |  |  | ----- | ---- |
| 1957 | Sumar/Chapman Root | Kurtis Kraft 500G |  |  | 16 |  |  |  |  |  |  |  |  | 0     |      |

| 1958 | Scuderia      | Vettura           |  |  |  |    |  |  |  |  |  |  |  | Punti | Pos. |
| ---- | ------------- | ----------------- |  |  |  | -- |  |  |  |  |  |  |  | ----- | ---- |
| 1958 | Fred Gerhardt | Kurtis Kraft 500G |  |  |  | 12 |  |  |  |  |  |  |  | 0     |      |

| Legenda | 1º posto     | 2º posto | 3º posto    | A punti         | Senza punti/Non class.  | Grassetto – Pole position Corsivo – Giro più veloce |
| Legenda | Squalificato | Ritirato | Non partito | Non qualificato | Solo prove/Terzo pilota | Grassetto – Pole position Corsivo – Giro più veloce |